# Ancizan
Ancizan é uma comuna francesa na região administrativa de Occitânia, no departamento dos Altos Pirenéus. Estende-se por uma área de 39,97 km², Em 2010 a comuna tinha 280 habitantes (densidade: 7 hab./km²)..